# アラビア語オマーン方言
アラビア語オマーン方言は、アラビア語の口語（アーンミーヤ）のひとつで、半島方言に分類される言語。オマーン・ハダリー方言とも呼ばれる。オマーンのハジャル山地とその近隣の海岸地帯で話されている。アラビア語最東の方言である。かつてはケニアやタンザニアに入植した人々も話していたが、大半がスワヒリ語を話すようになっている。オマーンには、ドファール方言、シフフ方言、湾岸方言といった、これとは大きく異なる方言もある。

アラビア語の口語（アーンミーヤ）の方言地図